# Dasiops basutus
Dasiops basutus är en tvåvingeart som beskrevs av Mcalpine 1960. Dasiops basutus ingår i släktet Dasiops och familjen stjärtflugor.
Artens utbredningsområde är Lesotho. Inga underarter finns listade i Catalogue of Life.